# 덕풍동
덕풍동(德豊洞)은 경기도 하남시의 법정동이다. 행정동으로는 덕풍1동, 2동, 3동으로 나뉘어 있다.

## 개요
덕풍동은 통일신라시대 고골에 정이 생기고, 이 정의 명을 전달하는 역이 이곳에 있었는데, 그 역명이 덕봉역(德鳳驛)이었다. 이 “덕봉”이 변하여 덕풍이라고 되었다고 전한다. 지명에는 주민의 소원이 담기기도 하는데 이곳엔 마르지 않고 계속 흐르는 샘물이 있어 아무리 가물어도 농사가 잘되어 풍년이 이어지니 덕풍골이라 하여 생긴 지명임이 정설이다.
과거 덕풍리의 일부이던 방아다리, 온천마을이 행정구역 개편으로 황산리와 함께 풍산동으로 합쳐져 분리되었다. 이후 덕풍골, 역말, 독점말, 개사리로 형성된 덕풍1동과 수리골, 송정골, 말바위굴청, 안터골로 형성된 덕풍2동, 진모루, 범재고개, 한배미뚝, 흙새기, 골안, 옥다리, 나룰, 방탱이(방풍마을)로 형성된 덕풍3동의 행정동으로 구분된다.

## 법정동
- 덕풍동

## 교육

### 덕풍1동
- 동부초등학교
- 동부중학교
- 남한고등학교

### 덕풍2동
- 덕풍초등학교

### 덕풍3동
- 하남풍산초등학교

## 교통
- 서울지하철 5호선
  - 하남풍산역
  - 하남시청역

## 아파트
| 단지명               | 건설사       | 시행사                           | 주소 | 입주       | 비고 |
| -------------------- | ------------ | -------------------------------- | ---- | ---------- | ---- |
| 하남더샵 센트럴뷰    | 포스코이앤씨 | 하남해터 지역주택조합            |      | 2016년 8월 |      |
| 하남더샵 에디피스    | 포스코이앤씨 | 하남C구역 주택재개발정비사업조합 |      | 2024년 3월 |      |
| 덕풍1단지 한솔리치빌 | 한솔건설     | 한솔건설                         |      |            |      |
| 덕풍2단지 한솔리치빌 | 한솔건설     | 리치빌개발(주)B주택조합          |      |            |      |
| 덕풍3단지 한솔리치빌 | 한솔건설     | 덕풍골약수터 한솔주택조합        |      |            |      |
| 덕풍5단지 한솔리치빌 | 한솔건설     | 리치빌개발                       |      |            |      |
| 덕풍 한솔솔파크      | 한솔건설     | 리치빌 투 지역주택조합           |      |            |      |
| 진모루현대           | 현대산업개발 |                                  |      |            |      |
| 덕풍쌍용             |              |                                  |      |            |      |
| 덕풍 벽산블루밍      | 벽산건설     |                                  |      |            |      |